# بوبي هوستون (لاعب كرة قدم أمريكية)
بوبي هوستون (بالإنجليزية: Bobby Houston)‏ هو لاعب كرة قدم أمريكية أمريكي، ولد في 26 أكتوبر 1967 في واشنطن العاصمة في الولايات المتحدة.

## وصلات خارجية
- بوبي هوستون على موقع مرجع كرة القدم المحترفة.كوم (الإنجليزية)